# ديفرا ديفيس
ديفرا لي ديفيس (مواليد 7 يونيو، 1946) هي أخصائية أمراض أوبئة وعالمة سموم أمريكية، وهي مؤلفة لثلاثة كتب عن المخاطر البيئية. كانت المديرة المؤسسة لمركز علم الأورام البيئي في معهد السرطان في جامعة بيتسبرغ، وهي أستاذة سابقة في علم الأوبئة في كلية الدراسات العليا للصحة العامة في جامعة بيتسبرغ. عملت في العديد من المنظمات الحكومية وغير الحكومية، وأجرت أبحاثًا ومرافعات بشأن تأثيرات المبيدات الحشرية، والأسبستوس (الحرير الصخري) والإشعاع اللاسلكي على صحة الإنسان، وخاصة السرطانات.
ديفيس هي مؤسسة ورئيسة الأمانة الصحية البيئية، وهي منظمة غير ربحية تجادل بأن الأجهزة المحمولة والواي فاي، والفايف جي وغيرها من أنظمة التردد اللاسلكي تشكل خطرًا صحيًا على البشر والبيئة. أطلق عليها اسم «صليبية في النزاع حول سلامة الهاتف الخليوي» وهي تعتقد بأن ترددات الراديو يمكن أن تسبب السرطان. انتقد الخبراء هذه الادعاءات لكونها خالية من الحجج الموثوقة.

## بداية حياتها وتعليمها
ولدت ديفرا لي ديفيس بتاريخ 7 يونيو، 1946 في العاصمة واشنطن، لوالديها هاري وجين لانغر ديفيس، ونشأت في بلدة دونورا لصناعة الصلب، بنسلفانيا، حيث تسبب حدث الضباب الدخاني الشديد في عام 1948 بمقتل 20 شخصًا وإصابة الآلاف. كانت ديفيس الابنة الأكبر بين أربعة أطفال؛ كان والدها خبيرًا كيميائيًا وميكانيكيًا في مصانع الصلب، إضافة إلى أنه كان جنرالًا في الحرس الوطني في ولاية بنسلفانيا، وكانت والدتها ربة منزل. نشأت في عائلة يهودية، وكانت تفكر لفترة وجيزة عندما كانت طفلة أن تصبح حاخامًا. انتقلت عائلتها إلى بيتسبرغ في سن الرابعة عشر، حيث التحقت بمدرسة تايلور ألديرديك الثانوية وبجامعة بيتسبرغ، حيث حصلت في عام 1967 على إجازة في علم النفس الفسيولوجي وماجستير في علم الاجتماع. درست عن حادثة الضباب الدخاني في دونورا عندما كانت طالبة جامعية، التي كانت ملهمة لاهتمامها بعلم الأوبئة.
أكملت شهادة الدكتوراه في الدراسات العلمية في جامعة شيكاغو كزميلة خريجة من مؤسسة دانفورث في عام 1972، وحصلت في عام 1982 على شهادة ماجستير صحة عامة في علم الأوبئة في جامعة جونز هوبكنز كزميلة ما بعد الدكتوراه في المعهد الوطني للسرطان.
تزوجت ريتشارد دي. مورغينستيرن في عام 1975، وهو خبير اقتصادي يعمل مع منظمة موارد من أجل المستقبل ومسؤول سابق في وكالة حماية البيئة. لديهما طفلين. توفي والدها متأثرًا بورم نخاعي متعدد في عام 1984، ووالدتها متأثرةً بسرطان المعدة في عام 2003. قالت لمجلة نيويورك تايمز في حينها أنه على الرغم من أنها قررت تكريس نفسها لأبحاث السرطان بعد فترة وجيزة من وفاة والدها، فإن مرضه لم يؤثر على ذلك القرار.

## مسيرتها المهنية
بدأت ديفيس في أواخر سبعينيات القرن العشرين، بصفتها مستشارة سياسية لمعهد القانون البيئي، بنشر مقالات تستعرض فيها العلاقات بين المواد الكيميائية البيئية والسرطان. تم تعيين ديفيس باحثة مقيمة في مجلس الأبحاث الوطني التابع للأكاديمية الوطنية للعلوم في عام 1989.
في عام 1990، تولت قيادة دراسة نشرت في مجلة ذا لانسيت، إلى جانب كل من ديفيد هويل مدير المعهد الوطني لعلوم الصحة البيئية، ومدير الإحصاء البريطاني جون فوكس، وخبير الإحصاء في منظمة الصحة العالمية ألان لوبيز، مستعرضةً معدلات الإصابة بالسرطان في الولايات المتحدة، واليابان وعدة دول أوروبية، وخلصت إلى أن «جميع أنواع السرطان تزداد لدى الأشخاص الذين تزيد أعمارهم عن 54 عامًا ما عدا الرئة والمعدة» وأن «التغييرات في أنواع السرطان ما عدا الرئة، كبيرة وسريعة للغاية لدرجة أن أسبابها تتطلب تحقيقات مكثفة». أشعلت هذه لورقة الجدل بين علماء الأوبئة البارزين حول كيفية تفسير منحنيات السرطان، وجادل كل من بروس أيميس، وريتشارد دول وريتشارد بيتو وآخرون بأن هذه المنحنيات لم تكن تشكل أهمية تذكر: وذلك يعزى أكثر إلى أن التشخيصات أصبحت أفضل ولزيادة مدى عمر الإنسان، في حين لاقت وجهات نظر ديفيس الدعم من فيليب جي. لاندريغان وعلماء الإحصاء الحيوي مثل جون سي. بايلر وتوماس سي. شالمرز.
عين الرئيس كلينتون ديفيس في مجلس التحقيق في السلامة الكيميائية والمخاطر في الولايات المتحدة. في عام 1997، كانت تعمل مستشارة لمنظمة الصحة العالمية وعملت كعضو في مجلس المستشارين العلميين للبرنامج الوطني الأمريكي للسموم.
أسست ديفيس مجموعة البحوث الدولية التعاونية للوقاية من سرطان الثدي، وهي منظمة مكرسة لاستكشاف أسباب سرطان الثدي. بصفتها مستشارة قديمة لمساعد وزير الصحة الأمريكي، ادعت ديفيس أن الجرعات الزائدة من المركبات الشبيهة بالأستروجين في البيئة يمكن أن تزيد من كميات الهرمون التي تتلقاها بعض النساء إلى مستويات خطيرة، وبالتالي يمكن أن تسبب أمراضًا خطيرة.
عملت ديفيس خمس سنوات مديرة مؤسسة لمركز علم الأورام البيئية في معهد السرطان التابع لجامعة بيتسبرغ (يو بّي سي آي). في عام 2009، استقالت لتصبح أستاذة في قسم علم الأوبئة في كلية الدراسات العليا للصحة العامة في جامعة بيتسبرغ. قامت بتأليف أكثر من 200 ورقة علمية بالإضافة إلى ثلاثة كتب.